# Ben Bostrom
Benjamin „Ben“ Bostrom (* 7. Mai 1974 in Redding, Kalifornien) ist ein US-amerikanischer Motorradrennfahrer.

## Karriere
Ben Bostrom entstammt einer motorosportbegeisterten Familie. Vater Dave und Onkel Paul Bostrom waren erfolgreiche Dirttrack-Fahrer, seine Brüder Eric und Tory sind ebenfalls Motorradrennfahrer. Ben Bostrom begann bereits in jungen Jahren mit Dirt-Track-Rennen. 1993 gewann er die National 600 Dirt Track Championship der AMA, 1995 wechselte er in den Straßenrennsport.
In der Saison 1998 sicherte sich Ben Bostrom, auf Honda RVF 750 RC45 startend, den Meistertitel in der AMA Superbike Championship, der US-amerikanischen Superbike-Meisterschaft, obwohl er keinen einzigen Lauf gewann. Im selben Jahr debütierte er als Wildcard-Pilot beim Rennen in Laguna Seca in der Superbike-Weltmeisterschaft und erreichte mit Rang drei im zweiten Lauf auf Anhieb seine erste Podiumsplatzierung.
1999 wurde Ben Bostrom, mittlerweile auf Ducati im Team Vance & Hines, hinter Mat Mladin Vizemeister in der AMA Superbike Championship. Beim WM-Lauf im Laguna Seca erzielte er in diesem Jahr einen Laufsieg und einen zweiten Platz.
Aufgrund seiner starken Leistungen stieg Ben Bostrom zur Saison 2000 permanent in die Weltmeisterschaft um. Er pilotierte im Werksteam Ducati Infostrada eine Ducati 996, sein Teamkollege war der vierfache Weltmeister Carl Fogarty aus Großbritannien. Bostrom zeigte ein starkes Debüt-Jahr und wurde mit vier Podiumsplatzierungen Siebter der Gesamtwertung.
2001 startete Ben Bostrom im Team Ducati L&M, da er im Werksteam durch Rubén Xaus ersetzt worden war, hatte aber wiederum Werksmaterial zur Verfügung. Nach einer schwierigen ersten Saisonhälfte mit einigen Rennstürzen zeigte er in der zweiten Jahreshälfte sehr starke Leistungen. Bostrom gewann fünf Rennen in Folge und wurde hinter Troy Bayliss und Colin Edwards WM-Dritter. Nach einer sieglosen Saison 2002 bei Ducati L&M mit einem weit abgeschlagenen fünften WM-Rang startete Ben Bostrom 2003 und 2004 wieder in der US-Meisterschaft. Er pilotierte für American Honda zuerst eine RC 51, später eine CBR 1000 RR und wurde jeweils Vierter der Gesamtwertung.
Zur Saison 2005 versuchte Ben Bostrom auf einer Honda CBR 1000 RR im Team Renegade Koji die Rückkehr auf die WM-Bühne, war dabei aber wenig erfolgreich. Mit nur wenigen Platzierungen unter den besten zehn beendete er die Saison auf dem 15. WM-Rang.
2006 kehrte Bostrom wieder in die AMA Superbike Championship zurück und startete an der Seite von Neil Hodgson mit Werksunterstützung im Team Parts Unlimited Ducati auf Ducati 999 R. Nach einer schwierigen Saison, in der die Zweizylinder-Ducatis den leistungsstärkeren Vierzylindern, speziell den Suzukis von Ben Spies und Mat Mladin, nicht viel entgegenzusetzen hatten, erreichte Ben Bostrom den neunten Rang in der Gesamtwertung. Zu Saisonende beendete der italienische Hersteller sein werksseitiges Engagement.
2007 war für Ben Bostrom ein Übergangsjahr, er startete auf Yamaha YZF-R1 in der AMA Superstock Championship und wurde Zweiter der Gesamtwertung, ohne dabei einen Sieg einfahren zu können. 2008 trat Ben Bostrom mit seiner traditionellen Startnummer 155 in der Supersport-Klasse der US-amerikanischen Meisterschaft an. Mit sechs Siegen entschied er die Meisterschaft auf Yamaha YZF-R6 für sich. Bostrom sammelte 361 Punkte und hatte am Saisonende 31 Zähler Vorsprung auf den Zweitplatzierten Jake Zemke Honda CBR 600 RR.
Beim Großen Preis der USA 2011 gab Ben Bostrom 37-jährig sein Debüt in der Motorrad-Weltmeisterschaft. Er trat in der MotoGP-Klasse mit einer Wildcard im Team LCR von Lucio Cecchinello auf Honda RC212V als Teamkollege des Spaniers Toni Elías an.